# Sierra de Calalaste
La sierra de Calalaste, es una zona montañosa ubicada entre las provincias de Salta y Catamarca en el noroeste de Argentina. La sierra posee una orientación paralela a la cordillera de los Andes. La sierra cubre el sector sur de la puna argentina que abarca desde el salar de Antofalla y el salar del Hombre Muerto en el noroeste.
La sierra se compone de varios cordones montañosos con cumbres que van de 4000 a 5500 m, formados por rocas antiguas (esquistos proterozoicos y elementos cámbrico–silúricos), que son la base que forma el Altiplano, sobre los que se han depositado en ciertas zonas sedimentos mesozoicos y terciarios. 
En su extremo norte se encuentra la sierra de los Pastos Grandes, que se divide a las secciones norte y austral de la Puna. Entre sus cumbres
se cuenta el cerro Calalaste (5.350 m). 